# Canadian Open 2018 - Qualificazioni singolare femminile
Le qualificazioni del singolare femminile del Canadian Open 2018 sono state un torneo di tennis preliminare per accedere alla fase finale della manifestazione. Le vincitrici dell'ultimo turno sono entrate di diritto nel tabellone principale. In caso di ritiro di una o più giocatrici aventi diritto a queste sono subentrati le lucky loser, ossia le giocatrici che hanno perso nell'ultimo turno ma che avevano una classifica più alta rispetto alle altre partecipanti che avevano comunque perso nel turno finale.

## Teste di serie
1. Carla Suárez Navarro (qualificata)
2. Donna Vekić (ritirata)
3. Kirsten Flipkens (qualificata)
4. Julija Putinceva (ritirata)
5. Wang Qiang (qualificata)
6. Lucie Šafářová (qualificata)
7. Monica Niculescu (qualificata)
8. Magda Linette (ritirata)
9. Monica Niculescu (ritirata)
10. Samantha Stosur (primo turno)
11. Mónica Puig (ultimo turno, lucky loser)
12. Alison Riske (ultimo turno)
13. Sofia Kenin (ultimo turno)

1. Vera Lapko (primo turno)
2. Jennifer Brady (ultimo turno)
3. Sachia Vickery (ultimo turno, ritirata)
4. Stefanie Vögele (primo turno)
5. Kateryna Bondarenko (ultimo turno, ritirata)
6. Tatjana Maria (spostata nel tabellone principale)
7. Zheng Saisai (ritirata)
8. Ana Bogdan
9. Andrea Petković (ritirata)
10. Dalila Jakupovič (ultimo turno)
11. Yanina Wickmayer (primo turno)
12. Bernarda Pera (ultimo turno)

## Qualificate
1. Carla Suárez Navarro
2. Katie Boulter
3. Kirsten Flipkens
4. Barbora Krejčíková
5. Wang Qiang
6. Lucie Šafářová

1. Monica Niculescu
2. Sesil Karatančeva
3. Sof'ja Žuk
4. Caroline Dolehide
5. Christina McHale
6. Ana Bogdan

### Lucky loser
1. Mónica Puig

## Tabellone

### Legenda
| - Q = Qualificato - WC = Wild card - LL = Lucky loser | - ALT = Alternate - SE = Special Exempt - PR = Protected Ranking | - w/o = Walkover - r = Ritirato - d = Squalificato |

### Sezione 1
|  | 1º turno | 1º turno             | 1º turno             | 1º turno | 1º turno |  |  | 2º turno             | 2º turno             | 2º turno             | 2º turno             | 2º turno |  |
|  |          |                      |                      |          |          |  |  |                      |                      |                      |                      |          |  |
|  | 1        | Carla Suárez Navarro | Carla Suárez Navarro | 6        | 6        |  |  |                      |                      |                      |                      |          |  |
|  | WC       | Anastasia Rodionova  | Anastasia Rodionova  | 3        | 2        |  |  | Carla Suárez Navarro | Carla Suárez Navarro | Carla Suárez Navarro | Carla Suárez Navarro | 6        |  |
|  |          | Irina Falconi        | 3                    | 6        | 3        |  |  | Kateryna Bondarenko  | Kateryna Bondarenko  | Kateryna Bondarenko  | Kateryna Bondarenko  | 0r       |  |
|  | 17       | Kateryna Bondarenko  | 6                    | 3        | 6        |  |  |                      |                      |                      |                      |          |  |

### Sezione 2
|  | 1º turno | 1º turno               | 1º turno               | 1º turno      | 1º turno |  |  | 2º turno               | 2º turno               | 2º turno | 2º turno | 2º turno |  |
|  |          |                        |                        |               |          |  |  |                        |                        |          |          |          |  |
|  | 2        | Donna Vekić            | Donna Vekić            | Donna Vekić   |          |  |  |                        |                        |          |          |          |  |
|  |          | Katie Boulter          | Katie Boulter          | Katie Boulter | w/o      |  |  | Katie Boulter          | Katie Boulter          | 2        | 6        | 6        |  |
|  | WC       | Leylah Annie Fernandez | Leylah Annie Fernandez | 6             | 6        |  |  | Leylah Annie Fernandez | Leylah Annie Fernandez | 6        | 3        | 4        |  |
|  | Alt      | Alicja Rosolska        | Alicja Rosolska        | 3             | 2        |  |  |                        |                        |          |          |          |  |

### Sezione 3
|  | 1º turno | 1º turno              | 1º turno              | 1º turno | 1º turno |  |  | 2º turno                  | 2º turno                  | 2º turno | 2º turno | 2º turno |  |
|  |          |                       |                       |          |          |  |  |                           |                           |          |          |          |  |
|  | 3        | Kirsten Flipkens      | Kirsten Flipkens      | 6        | 6        |  |  |                           |                           |          |          |          |  |
|  |          | Bethanie Mattek-Sands | Bethanie Mattek-Sands | 1        | 4        |  |  | Kirsten Flipkens          | Kirsten Flipkens          | 1        | 6        | 6        |  |
|  |          |                       |                       |          |          |  |  | Andrea Sestini Hlaváčková | Andrea Sestini Hlaváčková | 6        | 1        | 2        |  |

### Sezione 4
|  | 1º turno | 1º turno           | 1º turno           | 1º turno           | 1º turno |  |  | 2º turno           | 2º turno           | 2º turno           | 2º turno | 2º turno |  |
|  |          |                    |                    |                    |          |  |  |                    |                    |                    |          |          |  |
|  | 4        | Julija Putinceva   | Julija Putinceva   | Julija Putinceva   |          |  |  |                    |                    |                    |          |          |  |
|  |          | Barbora Krejčíková | Barbora Krejčíková | Barbora Krejčíková | w/o      |  |  | Barbora Krejčíková | Barbora Krejčíková | Barbora Krejčíková | 6        | 1        |  |
|  | WC       | Isabelle Boulais   | Isabelle Boulais   | 2                  | 1        |  |  | Sachia Vickery     | Sachia Vickery     | Sachia Vickery     | 4        | 0r       |  |
|  | 15       | Sachia Vickery     | Sachia Vickery     | 6                  | 6        |  |  |                    |                    |                    |          |          |  |

### Sezione 5
|  | 1º turno | 1º turno            | 1º turno            | 1º turno            | 1º turno |  |  | 2º turno       | 2º turno       | 2º turno       | 2º turno | 2º turno |  |
|  |          |                     |                     |                     |          |  |  |                |                |                |          |          |  |
|  | 5        | Wang Qiang          | Wang Qiang          | Wang Qiang          | w/o      |  |  |                |                |                |          |          |  |
|  |          | Ysaline Bonaventure | Ysaline Bonaventure | Ysaline Bonaventure |          |  |  | Wang Qiang     | Wang Qiang     | Wang Qiang     | 7        | 6        |  |
|  |          | Rebecca Marino      | 3                   | 6                   | 6        |  |  | Rebecca Marino | Rebecca Marino | Rebecca Marino | 5        | 4        |  |
|  | 13       | Vera Lapko          | 6                   | 3                   | 3        |  |  |                |                |                |          |          |  |

### Sezione 6
|  | 1º turno | 1º turno             | 1º turno             | 1º turno | 1º turno |  |  | 2º turno       | 2º turno       | 2º turno | 2º turno | 2º turno |  |
|  |          |                      |                      |          |          |  |  |                |                |          |          |          |  |
|  | 6        | Lucie Šafářová       | Lucie Šafářová       | 6        | 7        |  |  |                |                |          |          |          |  |
|  |          | Katherine Sebov      | Katherine Sebov      | 4        | 64       |  |  | Lucie Šafářová | Lucie Šafářová | 4        | 6        | 6        |  |
|  |          | Verónica Cepede Royg | Verónica Cepede Royg | 1        | 2        |  |  | Jennifer Brady | Jennifer Brady | 6        | 2        | 2        |  |
|  | 14       | Jennifer Brady       | Jennifer Brady       | 6        | 6        |  |  |                |                |          |          |          |  |

### Sezione 7
|  | 1º turno | 1º turno               | 1º turno               | 1º turno | 1º turno |  |  | 2º turno         | 2º turno         | 2º turno         | 2º turno | 2º turno |  |
|  |          |                        |                        |          |          |  |  |                  |                  |                  |          |          |  |
|  | 7        | Monica Niculescu       | Monica Niculescu       | 6        | 6        |  |  |                  |                  |                  |          |          |  |
|  |          | Ekaterina Aleksandrova | Ekaterina Aleksandrova | 3        | 3        |  |  | Monica Niculescu | Monica Niculescu | Monica Niculescu | 6        | 7        |  |
|  | WC       | Catherine Leduc        | Catherine Leduc        | 2        | 2        |  |  | Dalila Jakupovič | Dalila Jakupovič | Dalila Jakupovič | 1        | 6(0)     |  |
|  | 22       | Dalila Jakupovič       | Dalila Jakupovič       | 6        | 6        |  |  |                  |                  |                  |          |          |  |

### Sezione 8
|  | 1º turno | 1º turno          | 1º turno          | 1º turno        | 1º turno |  |  | 2º turno          | 2º turno          | 2º turno | 2º turno | 2º turno |  |
|  |          |                   |                   |                 |          |  |  |                   |                   |          |          |          |  |
|  | Alt      | Demi Schuurs      | Demi Schuurs      | 2               | 3        |  |  |                   |                   |          |          |          |  |
|  |          | Sesil Karatančeva | Sesil Karatančeva | 6               | 6        |  |  | Sesil Karatančeva | Sesil Karatančeva | 4        | 6        | 6        |  |
|  |          | Lizette Cabrera   | Lizette Cabrera   | Lizette Cabrera | w/o      |  |  | Lizette Cabrera   | Lizette Cabrera   | 6        | 3        | 1        |  |
|  | 19       | Zheng Saisai      | Zheng Saisai      | Zheng Saisai    |          |  |  |                   |                   |          |          |          |  |

### Sezione 9
|  | 1º turno | 1º turno           | 1º turno           | 1º turno | 1º turno |  |  | 2º turno      | 2º turno      | 2º turno | 2º turno | 2º turno |  |
|  |          |                    |                    |          |          |  |  |               |               |          |          |          |  |
|  | 9        | Samantha Stosur    | Samantha Stosur    | 3        | 65       |  |  |               |               |          |          |          |  |
|  |          | Sof'ja Žuk         | Sof'ja Žuk         | 6        | 7        |  |  | Sof'ja Žuk    | Sof'ja Žuk    | 1        | 6        | 6        |  |
|  |          | Gabriela Dabrowski | Gabriela Dabrowski | 1        | 2        |  |  | Bernarda Pera | Bernarda Pera | 6        | 3        | 3        |  |
|  | 24       | Bernarda Pera      | Bernarda Pera      | 6        | 6        |  |  |               |               |          |          |          |  |

### Sezione 10
|  | 1º turno | 1º turno          | 1º turno          | 1º turno | 1º turno |  |  | 2º turno          | 2º turno          | 2º turno | 2º turno | 2º turno |  |
|  |          |                   |                   |          |          |  |  |                   |                   |          |          |          |  |
|  | 10       | Mónica Puig       | Mónica Puig       | 6        | 6        |  |  |                   |                   |          |          |          |  |
|  | WC       | Carson Branstine  | Carson Branstine  | 3        | 3        |  |  | Mónica Puig       | Mónica Puig       | 3        | 6        | 3        |  |
|  |          | Caroline Dolehide | Caroline Dolehide | 6        | 6        |  |  | Caroline Dolehide | Caroline Dolehide | 6        | 4        | 6        |  |
|  | 23       | Yanina Wickmayer  | Yanina Wickmayer  | 3        | 4        |  |  |                   |                   |          |          |          |  |

### Sezione 11
|  | 1º turno | 1º turno         | 1º turno         | 1º turno | 1º turno |  |  | 2º turno         | 2º turno         | 2º turno | 2º turno | 2º turno |  |
|  |          |                  |                  |          |          |  |  |                  |                  |          |          |          |  |
|  | 11       | Alison Riske     | Alison Riske     | 6        | 6        |  |  |                  |                  |          |          |          |  |
|  |          | Renata Voráčová  | Renata Voráčová  | 3        | 1        |  |  | Alison Riske     | Alison Riske     | 7        | 1        | 4        |  |
|  |          | Christina McHale | Christina McHale | 7        | 7        |  |  | Christina McHale | Christina McHale | 5        | 6        | 6        |  |
|  | 16       | Stefanie Vögele  | Stefanie Vögele  | 62       | 62       |  |  |                  |                  |          |          |          |  |

### Sezione 12
|  | 1º turno | 1º turno           | 1º turno        | 1º turno | 1º turno |  |  | 2º turno    | 2º turno    | 2º turno | 2º turno | 2º turno |  |
|  |          |                    |                 |          |          |  |  |             |             |          |          |          |  |
|  | 12       | Sofia Kenin        | 5               | 6        | 6        |  |  |             |             |          |          |          |  |
|  | WC       | Alexandra Vagramov | 7               | 4        | 2        |  |  | Sofia Kenin | Sofia Kenin | 6        | 2        | 4        |  |
|  |          | Magdalena Fręch    | Magdalena Fręch | 3        | 1r       |  |  | Ana Bogdan  | Ana Bogdan  | 4        | 6        | 6        |  |
|  | 20       | Ana Bogdan         | Ana Bogdan      | 6        | 4        |  |  |             |             |          |          |          |  |